# Floritura
La floritura, fioritura o florero, en un contexto musical, es un adorno escrito a la manera de una improvisación, por lo que lo ejecuta el intérprete según su propio criterio. La palabra proviene de fioritura, que en italiano significa adorno en el canto.

## Definición y usos
La palabra floritura, en un principio, fue utilizada para describir un tipo de ornamento vocal, que consiste en cantar varias notas seguidas con una misma vocal, lo cual transmite la bella sensación de adentrarse en una palabra, o al menos en el alma del intérprete.
Las florituras generalmente eran improvisadas por el cantante, pero también es usual que en una ópera se describiera el momento en él se debía utilizar este adorno, según los acontecimientos de la obra. La belleza propia de la palabra floritura y su significado dentro del medio artístico, hicieron que la palabra trascendiera al uso común, para significar un adorno muy notorio en una actividad u objeto.

## Extensión a otros usos de la palabra
La belleza propia de la palabra floritura y su significado dentro del medio artístico, hicieron que la palabra trascendiera al uso común, para significar un adorno muy notorio en una actividad u objeto.
La palabra floritura en nuestro contexto actual, es sinónimo de adornar en forma innecesaria, en exceso o en redundancia. En forma de ejemplo se muestran algunos usos de esta palabra en la actualidad.
- Una floritura inútil en el fútbol: El delantero pierde el balón por pasarlo con el talón de su pie, pudiendo haberlo pasado de la forma tradicional. El equipo pierde el balón y el contrario anota de contragolpe.[4]
- Una floritura en el discurso político: Usar palabras poco usuales para reemplazar las de uso cotidiano, aunque a veces el significado de la palabra inusual sea un poco o bastante diferente y pierda la idea del discurso.[4]
- Florituras arquitectónica: motivos fitomorfos.[4]
- El término floritura, también se utiliza en una disciplina de la magia conocida como card flourishes o florituras con cartas. Este arte consta de realizar una exhibición de habilidad mediante abanicos, cintas, acordeones, cortes, formas o figuras que se pueden realizar con un mazo de cartas.[4]